# Ла Пуебла де Монталбан
Ла Пуебла де Монталбан (шп. La Puebla de Montalbán) град је у покрајини Толедо, у аутономној заједници Кастиља-Ла Манча.